# Клелія Контерно-Джульєльмінетті
Клелія Контерно-Джульєльмінетті (нар. 1915, Італія — 1984) — італійська есперанто письменниця та журналістка. Лауреат різних італійських та міжнародних премій в галузі журналістики.
У 1959 році за оповідання «Життя та смерть Відерборена» здобуло першу премію UEA в галузі прози мовою есперанто. Незабаром воно було перекладено італійською, польською, іншими мовами.
Писала також італійською мовою, редагувала есперантський переклад «Божественної комедії» Данте.
Віктор Паюк перекладав з есперанто на українську оповідання Клелії «Життя та смерть Відерборена», що було опубліковано у № 3/4 журналу «Всесвіт» в 2007 році.